# ذوالفقار بیتانه
ذوالفقار بیتانه (۱۳۴۰، فردوس– ۱۳ فروردین ۱۴۰۳، مشهد) نوازنده دوتار و سازنده سازهای سنتی و میراث‌دار موسیقی خراسان بود که از سوی کمیته ثبت ملی میراث فرهنگی ناملموس به عنوان حامل میراث فرهنگی در فهرست گنجینه‌های زنده بشری قرار گرفته بود.
او چند روزی بر اثر تصادف در بخش ICU بیمارستان شهید چمران فردوس بستری بود و در ۱۳ فروردین ۱۴۰۳ به دلیل مرگ مغزی در مشهد جان خود را از دست داد. پیکر او ۱۶ فروردین ۱۴۰۳ در آرامستان بهشت اکبر فردوس آرام گرفت. اعضای بدن او به ۴ تن دیگر، جانی دوباره بخشید.

## زندگی
ذوالفقار بیتانه در سال ۱۳۴۰ در خانواده‌ای که در طی چند نسل، همگی اهل فرهنگ و موسیقی بودند، در فردوس خراسان جنوبی زاده شد. پدر وی که علی نام داشت، از سازندگان ساز محلی بود و در ساخت دوتار و نی‌لبک الگو و مدل خاص خودش را داشت. ذوالفقار از ۷ سالگی نوازندگی را نزد پدر آموخت و از ۱۰ سالگی کار ساخت دوتار را فرار گرفت. او شوریدگی و نوازندگی را سینه به سینه از پدر به ارث برد.
او در زمره استادان به نام موسیقی خراسان جنوبی بود و نام او در صفحه ۲۷۸ اطلس فرهنگی-هنری خراسان ذکر شده است.
ذوالفقار بیتانه انسانی بود بسیار قانع که به جهت رنگین کردن سفره‌اش سال‌هاست برای درآمد، ساز نمی‌زد و حتی به صورت رایگان کلاس‌های موسیقی خود را برگزار می‌کرد. صداقت و پاکی که در نوای ساز او وجود دارد در کمتر نوازنده‌ای از جنوب خراسان سراغ داریم؛ وی صاحب پنجه‌ای پرمایه بود و در موسیقی خراسان به ویژه شرق و جنوب آن جایگاه فنی داشت.
پنجه ذوالفقار بیتانه شباهت بسیار زیادی به پنجه ذوالفقار عسگریان داشت. البته نسبت فامیلی با استاد عسگریان و همنشینی با ایشان در این امر بی‌تاثیر نبوده است. بی‌شک بیتانه از گنجینه‌های خاص موسیقی خراسان به‌شمار می‌رود، چرا که پنجه او حلقه وصل موسیقی شرق و جنوب استان است. همچنان که تسلط وی بر مقام‌های شرق و آگاهی‌اش بر ریتم‌ها و نغمات خراسان از او استادی چیره‌دست و صاحب سبک ساخته بود، فردوس در دوتار دارای سه مقام ویژه به نام‌های دولا، چکه و دوره است که توسط ذوالفقار بیتانه به نسل بعدی منتقل شده است.
از میان آثار وی، می‌توان ترانه‌هایی در وصف پیامبر اعظم، امام رضا و چهارده معصوم را نام برد که بر اساس سرمقام‌های خراسانی خودش ساخته است.
شوربختانه یا خوشبختانه هم‌نشینی او با اساتید به نام ادبیات و عرفان منطقه از وی شخصیتی خاص ساخته بود؛ به نحوی که حاضر نبود در مسابقات و جشنواره‌های هنری شرکت کند و تمایلی به کسب مقام و جایزه نداشت.
او به اصرار هنرمندان، سال ۱۳۷۵ به تهران رفت و تأثیر به انجمن موسیقی را دریافت کرد و در دو سال به خاطر نام شهرستان در چندین مسابقه شرکت کرده و در گروه‌نوازی مقام نخست یا دوم را نیز کسب کرده است. وی در سال‌های ۱۳۷۹ تا ۱۳۸۱ فرصت همنوازی با ارکستر دانشجویی کرمان و اجرا در دانشگاه هنر تهران را به خاطر همین روحیه عرفانی و عزلت‌نشینی‌اش از دست داد. اما دردی که اهالی هنر را رنج می‌دهد، مشاغلی است که این استاد هنرمند برای گذران زندگی به آن‌ها روی آورده. شاید با اندکی توجه مسئولان به این گنجینه‌های هنر، روزگار روی خوش دیگری به استاد بیتانه نشان می‌داد.
وی در فروردین ۱۴۰۳، در حادثه رانندگی از ناحیه سر مصدوم شد که پس از عمل جراحی به کما رفت و در بخش ICU بیمارستان شهید چمران فردوس بستری شد؛ اما تلاش برای بهبودی این هنرمند نتیجه‌بخش نبود و دچار مرگ مغزی شد. در روز یکشنبه ۱۲ فروردین ۱۴۰۳، پیکر وی از بیمارستان شهید دکتر چمران فردوس به بخش مراقبت‌های ویژه بیمارستان پیوند اعضاء منتصریه مشهد منتقل شد و تحت عمل جراحی اهدا عضو قرار گرفت و با اهدای عضو، به چند بیمار جان دوباره بخشید.
پیکر وی، در روز ۱۶ فروردین ۱۴۰۳ در شهر فردوس تشییع شده و در قطعه هنرمندان و نام آوران بهشت اکبر فردوس به خاک سپرده شد.

## تجلیل
ذوالفقار بیتانه در اواخر سال ۱۳۹۸، از سوی کمیته ثبت ملی میراث فرهنگی ناملموس به عنوان حامل میراث فرهنگی در فهرست گنجینه‌های زنده بشری قرار گرفته است.
وزیر فرهنگ و ارشاد اسلامی، در تیرماه ۱۴۰۰، از ذوالفقار بیتانه هنرمند دوتار ساز سنتی خراسان جنوبی تقدیر کرد.